# عامل بايز
في الاحتمالات، يتم استخدام عوامل بايز كبدائل عن اختبار الفرضيات الإحصائي الكلاسيكي. مقارنة نموذج بايزي هو وسيلة لاختيار نموذج استنادا إلى عوامل بايز.

## تعريف
انظر ألى مبرهنة بايز.
{\displaystyle \Pr(M|D)={\frac {\Pr(D|M)\Pr(M)}{\Pr(D)}}.}